# Clément Rodrigues
Clément Rodrigues, né le 4 décembre 2000 à L'Isle-d'Espagnac, est un footballeur français et portugais qui évolue au poste de avant-centre au US Orléans, prêté par le SC Bastia.

## Biographie

### Carrière en club

#### Formation et débuts à Angoulême
Clément Rodrigues débute le football dans le club du village où il habite, à l'US Chasseneuil. Il quitte le club de son village pour aller jouer à Angoulême où il évoluera dans toutes les catégories jeunes du club (U15, U17 et U19). Lors de la saison 2019-2020, il intègre progressivement l'équipe première évoluant en National 2 et il joue son premier match lorsqu'il rentre en fin de match face au FC Sète. Pour cette première saison, il jouera uniquement 3 matchs en National 2. La saison suivante, tronquée par la Covid-19, verra Rodrigues jouer 2 matchs avec Angoulême. 

#### Départ au niveau régional
A l'été 2021, l'avant-centre quitte Angoulême et s'engage au FC Portes de l'Entre Deux Mers, club évoluant en Régional 1 Nouvelle-Aquitaine. Pour sa première saison en Régional 1, Rodrigues inscrit 13 buts et participe à la montée de son club en National 3.
Malgré la possibilité de jouer en National 3, Rodrigues décide de quitter le club à cause d'une instabilité interne dans le club. Il rejoint le FC bassin d'Arcachon, club de Régional 1 et bien qu'il soit initialement considéré comme un remplaçant, il profite de l'absence de plusieurs attaquants pour être titulaire et le restera puisqu'il réalise un excellent début de saison, en inscrivant 18 buts en quatre mois (11 en championnat, 7 en coupe).

#### Débuts en professionnel à l'US Concarneau
Le début de saison de Rodrigues à Arcachon lui permet d'être repéré par l'US Concarneau. Il effectue un essai et son profil intéresse Stéphane Le Mignan, l'entraîneur du club finistérien, qui voit un fort potentiel en Rodrigues. Clément Rodrigues quitte donc Arcachon et le niveau régional pour l'US Concarneau, club de National qui joue la montée en Ligue 2. Pour son premier match avec les Thoniers, Rodrigues est titularisé, profitant de nombreuses absences en attaque mais il s'agira de sa seule titularisation en National avec Concarneau. Malgré un faible temps de jeu (124 minutes en 4 matchs), il parviendra à inscrire un but face au Mans. Jusqu'à la fin de la saison, il évoluera en Régional 1 avec l'équipe réserve.
Pour la saison 2023-2024, il prolonge à Concarneau pour une saison et la montée du club en Ligue 2 lui permet de signer son premier contrat professionnel. En début de saison, les difficultés de recrutement permettent à Rodrigues d'avoir du temps de jeu et la blessure de Fahd El Khoumisti lui permet d'être titularisé au Matmut Atlantique face aux Girondins de Bordeaux. Ses performances n'ont pas convaincu Stéphane Le Mignan et Rodrigues retourne en équipe réserve jusqu'en décembre. A partir de janvier 2024, Rodrigues participe à l'ensemble des matchs de championnat grâce à de bonnes performances, dépassant Ambroise Gboho et Yanis Merdji dans la hiérarchie des attaquants. En février, face au FC Annecy, Rodrigues inscrit un doublé en 2 minutes après être rentré en jeu. Il s'agit de ses deux premiers buts en Ligue 2. Finalement, il termine sa première saison en Ligue 2 avec 3 buts et 2 passes décisives et 10 titularisations.

#### Départ au SC Bastia
La descente de l'US Concarneau en National pousse Rodrigues à quitter le club et signe au SC Bastia, autre club de Ligue 2. Il joue son premier match avec les corses lors de la 1re journée face au FC Metz. Il inscrit son premier but lors de la 3e journée permettant au Sporting de s'imposer face au FC Martigues. Il inscrira trois buts en championnat jusqu'au début de l'année 2025 sans parvenir à devenir un titulaire indiscutable.

##### Prêt de 6 mois en Angleterre
Le dernier jour du mercato d'hiver, Rodrigues est prêté par le SC Bastia au Barnsley FC, club de troisième division anglaise.

## Statistiques
| Saison                | Club                           | Championnat           | Championnat | Championnat | Championnat | Coupe(s) nationale(s) | Coupe(s) nationale(s) | Coupe(s) nationale(s) | Total | Total | Total |
| Saison                | Club                           | Division              | M.          | B.          | P.d.        | M.                    | B.                    | P.d.                  | M.    | B.    | P.d.  |
| 2019-2020             | Angoulême Charente FC          | National 2            | 3           | 0           | 0           | 0                     | 0                     | 0                     | 3     | 0     | 0     |
| 2020-2021             | Angoulême Charente FC          | National 2            | 2           | 0           | 0           | 0                     | 0                     | 0                     | 2     | 0     | 0     |
| Sous-total            | Sous-total                     | Sous-total            | 5           | 0           | 0           | 0                     | 0                     | 0                     | 5     | 0     | 0     |
| 2021-2022             | FC Portes de l'Entre Deux Mers | Régional 1            | 17+         | 13          | 0           | 0                     | 0                     | 0                     | 17    | 13    | 0     |
| Sous-total            | Sous-total                     | Sous-total            | 17+         | 13          | 0           | 0                     | 0                     | 0                     | 17    | 13    | 0     |
| 2022                  | FC bassin d'Arcachon           | Régional 1            | 11          | 12          | 1           | 5                     | 6                     | 0                     | 16    | 18    | 1     |
| Sous-total            | Sous-total                     | Sous-total            | 11          | 12          | 1           | 5                     | 6                     | 0                     | 16    | 18    | 1     |
| 2023                  | US Concarneau                  | National              | 4           | 1           | 0           | 0                     | 0                     | 0                     | 4     | 1     | 0     |
| 2023-2024             | US Concarneau                  | Ligue 2               | 22          | 3           | 2           | 1                     | 0                     | 0                     | 23    | 3     | 2     |
| Sous-total            | Sous-total                     | Sous-total            | 26          | 4           | 2           | 1                     | 0                     | 0                     | 27    | 4     | 2     |
| 2024-2025             | SC Bastia                      | Ligue 2               | 17          | 3           | 0           | 3                     | 1                     | 0                     | 20    | 4     | 0     |
| Sous-total            | Sous-total                     | Sous-total            | 17          | 3           | 0           | 3                     | 1                     | 0                     | 20    | 4     | 0     |
| 2025                  | Barnsley FC (prêt)             | League One            | 6           | 0           | 0           | -                     | -                     | -                     | 6     | 0     | 0     |
| Sous-total            | Sous-total                     | Sous-total            | 6           | 0           | 0           | 0                     | 0                     | 0                     | 6     | 0     | 0     |
| 2025-2026             | US Orléans (prêt)              | National              | 0           | 0           | 0           | 0                     | 0                     | 0                     | 0     | 0     | 0     |
| Sous-total            | Sous-total                     | Sous-total            | 0           | 0           | 0           | 0                     | 0                     | 0                     | 0     | 0     | 0     |
| Total sur la carrière | Total sur la carrière          | Total sur la carrière | 82          | 32          | 3           | 9                     | 7                     | 0                     | 91    | 39    | 3     |

## Palmarès

### En club
- US Concarneau
- National
  - Champion : 2023